# Rebelle
Rebel (en català), “Rebelle” (en francès), “War witch” (en anglès), “rebelde/ bruja de guerra” (en castellà), és un film dramàtic quebequès escrit i realitzat per Kim Nguyen, sortit el 28 de novembre de 2012. El 10 de gener de 2013, Rebel és proposat en la cerimònia dels Oscar en la categoria millor film de llengua estrangera.

## Sinopsi
Komona, noia, conta al nen que creix en el seu ventre la història de la seva vida quan ha hagut de guerrejar en l'exèrcit dels guerrers rebels d'un país d'Àfrica Central..
El sol que l'ajuda i l'escolta és El Mag, un noi de 15 anys que vol casar-se. Al fil dels mesos passats junts, Komona i El Mag s'enamoren i s'evadeixen per viure el seu amor i trobar la via de la tranquil·litat.
Rebel és una faula sobre l'Àfrica subsahariana del segle XXI, una història d'amor entre dues joves ànimes preses al mig d'un món de violència, de bellesa i de màgia.

## Producció

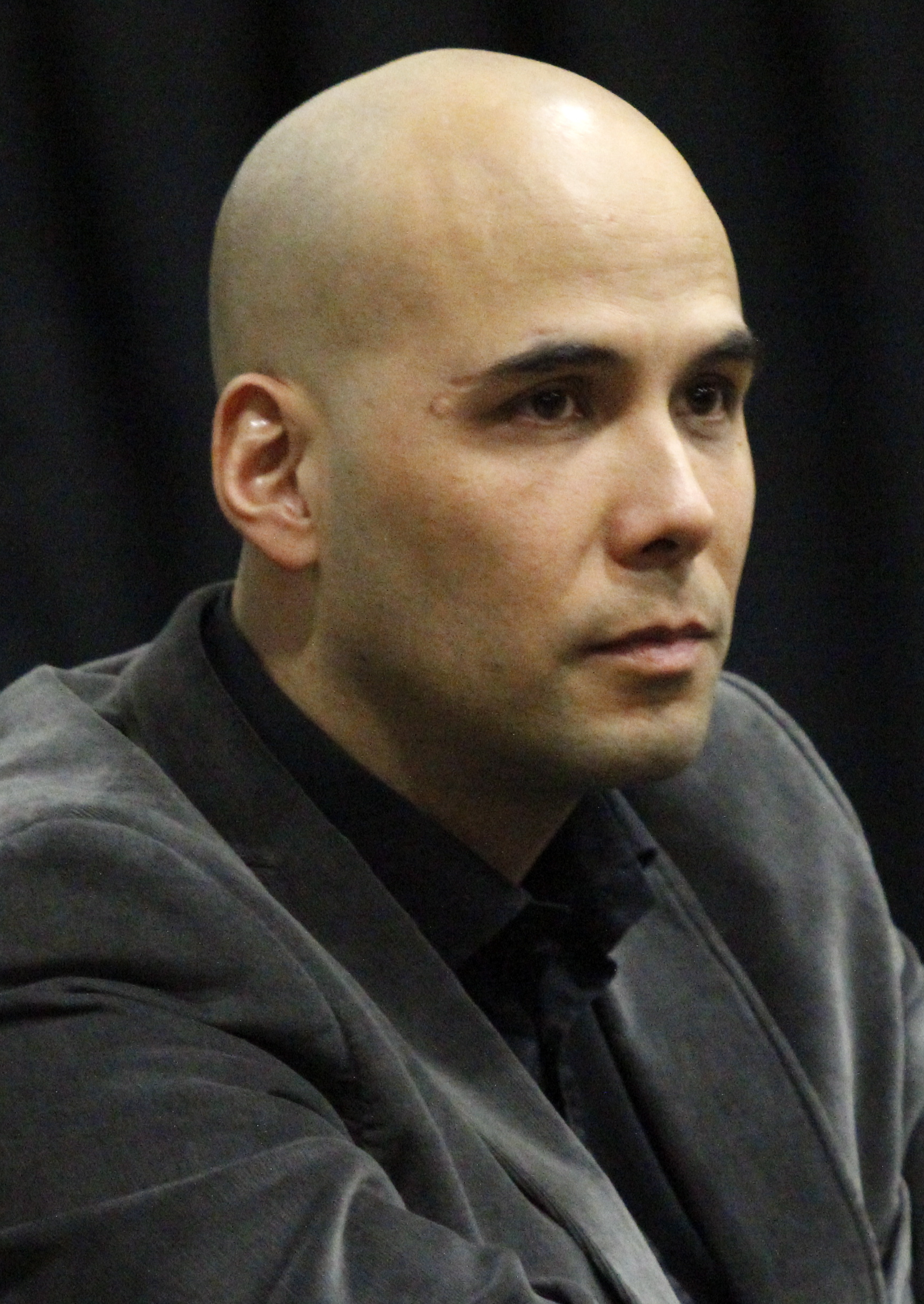
El director Kim Nguyen va escriure el guió després de llegir sobre nens soldat a Birmània.

El director de Mont-real Kim Nguyen va escriure el guió durant un període de 10 anys, inspirant-se en un article sobre nens a Birmània que lideraven una força de rebel·lió. En la recerca per a la pel·lícula, Nguyen va conèixer nens soldat reals i personal humanitari. Va concebre el seu projecte com "una història de redempció sobre una nena que viu la guerra i la pau".
Rebelle es va filmar principalment a la República Democràtica del Congo.
Nguyen va descobrir Rachel Mwanza i nombrosos altres |actors infantils per al seu repartiment a Kinshasa, RDC, després de fer audicions obertes. Mwanza no havia actuat mai abans, i tenia 15 anys el setembre de 2012. Nguyen va dir que "la Rachel vivia als carrers abans de fer la pel·lícula". A més dels actors congolesos novells, actors professionals canadencs es van unir al repartiment.
La major part de Rebelle es va filmar seguint l'ordre de la història. Va ser la segona pel·lícula filmada a la RDC en 25 anys, i a causa de problemes de seguretat, l'equip va ser acompanyat per soldats amb AK-47, i l'assegurança va ser difícil d'obtenir.